# Сёмин, Андрей Юрьевич
Андре́й Ю́рьевич Сёмин (род. 26 августа 1969, Москва) — советский и российский футболист, тренер. Сын российского тренера Юрия Сёмина.

## Карьера

### Клубная
Клубную карьеру начинал в 1988 году в дубле московского «Локомотива», в следующем году перешёл во вторую команду московского «Динамо». В 1990 году играл за «Металлург» Магнитогорск, за который провёл 4 матча во второй низшей союзной лиге. В 1992 году перешёл в воронежский «Факел», за который дебютировал в высшей лиге 2 мая 1992 года в выездном матче против ставропольского «Динамо», выйдя на замену Виктору Ващенко. Всего же в том сезоне сыграл за «Факел» 4 матча. В 1993 году выступал за «Виктор-Авангард». В том же году играл за финский клуб «ЙииПее». С 1994 по 1995 выступал за «Мосэнерго». В 1996 году играл за «Индустрию» Боровск. В 1997 году завершил карьеру в дубле московского «Локомотива».

### Тренерская
С 1998 по 2004 тренировал московский «Локомотив». В 2004 году возглавлял калининградскую «Балтику». В начале 2007 года был назначен главным тренером клуба «СОЮЗ-Газпром». В 2008 году каждый месяц ездил в Киев, где обучался на тренерских курсах, по окончании которых получил диплом европейского образца. Далее тренировал «Кубань», брянское «Динамо» и «Динамо» Минск. 27 января 2013 года был назначен тренером московского «Торпедо», однако уже через 4 месяца отправился в Азербайджан, где тренировал «Габалу». С 2014 по 2015 год тренировал «Мордовию». 18 июня 2015 года стал тренером «Анжи». 23 июня 2016 года был назначен главным тренером футбольного клуба «Знамя Труда». В марте 2017 года возглавил «Мордовию» до конца сезона, но вскоре он вновь вернулся в орехово-зуевскую команду. В конце мая 2019 года стало известно, что Андрей Сёмин с 4 июня приступит к обязанностям главного тренера в эстонском клубе «Нарва-Транс». За два с половиной месяца команда победила всего четыре раза и вылетела из еврокубков на первой стадии. В конце августа руководство клуба по семейным обстоятельствам расторгло контракт с Сёминым.

## Личная жизнь
Отец — Юрий Павлович Сёмин (1947) советский футболист, тренер.
Мать — Сёмина Любовь Леонидовна (1948)
Дочь — Мария (2004)
Сын — Павел (2013)